# Carlos Viván
Carlos Viván (Miguel Rice Treacy; * 15. April 1903 in Buenos Aires; † 16. Juli 1971 ebenda) war ein argentinischer Schauspieler, Tangosänger, -dichter und -komponist.

## Leben
Viván entstammte einer irischstämmigen Familie. Seine perfekten Englischkenntnisse ermöglichten ihm, bei einer englischen Eisenbahngesellschaft zu arbeiten und erleichterten später seine Auftritte in den USA. Gute Verdienste hatte er aus seiner Tätigkeit als lebende Schaufensterpuppe (maniquí vivant; aus dem „vivant“ wurde sein Künstlername Viván). Beim Straßenkarneval trat er mit einer von Enrique Dizeo geleiteten Band von Freunden auf. Als Hauptdarsteller und Sänger trat er mit den Compagnies von Elías Alippi, Marcelo Ruggero und anderen im Theater auf. In den 1930er Jahren wirkte er auch in einigen Filmen mit.
Seine ersten Aufnahmen entstanden 1927 mit dem Orchester Juan Bautista Guidos. Später arbeitete er u. a. mit Ricardo Luis Brignolo, Pedro Maffia, Antonio Bonavena, Osvaldo Fresedo, Edgardo Donato, Roberto Firpo und mit Juan Maglio zusammen, mit dem allein er etwa 150 Titel als Refrainsänger (estribillista) aufnahm. Er unternahm zahlreiche Tourneen durch Südamerika, insbesondere durch Brasilien, und arbeitete mehrere Jahre in den USA als Schlager- und Tangosänger. Dort entstanden Aufnahmen mit den Orchester  Terig Tuccis, darunter Lobo von Ciriaco Ortiz und Luis Rubistein.
In den Jahren 1943 und 1944 gehörte Viván der Formation von Julio De Caro an. Mit dieser nahm er fünf Titel auf, zwei davon im Duett mit Héctor Farrel. In seinen späteren Jahren trat er, um Geld zu verdienen, in Nachtclubs als Imitator von Al Jolson (im Film Der Jazzsänger) auf. 1955 erlitt er einen Schlaganfall. In seinen letzten Lebensjahren kämpfte er mit Depressionen und war finanziell und psychisch auf die Hilfe von Freunden angewiesen, unter denen Santiago Adamini sein wichtigster Unterstützer wurde. 1971 starb er achtundsechzigjährig im Hospital Británico in Buenos Aires.

## Kompositionen
- Hacelo por la vieja
- Cómo se pianta la vida
- Moneda de cobre
- Domani
- Viviane de París
- Se va el tren
- Palomita mía
- Amiga
- Nuestra noche
- El barco María
- Dolor de tango
- Milonga para Gardel
- Triste mariposa

## Filmografie
- 1932: Consejo de Tango (Regie: Luis Moglia Barth)
- 1936: Carioca Maravilhosa (Regie: Luiz de Barro)
- 1936: Noites Criocas (Regie: Enrique Cadícamo)
- 1940: Una bebé de contrabando (Regie: Eduardo Morera)
- 1940: Canton de amor (Regie: Julio Irigoyen)